# Хамез Јашари
Хамез Јашари (алб. Hamëz Jashari; Доње Преказе, 19. април 1950 — Доње Преказе, 7. март 1998) био је албански терориста са Косова и Метохије. Био је командант терористичке Ослободилачке војске Косова (ОВК). Заједно са својим братом Адемом учествовао је у рату на Косову и Метохији.

## Биографија
Дана 30. децембра 1991. године, када су браћа била код куће у Доњим Преказама, Полиција Србије их је опколила у покушају да их ухапси, али су успели да побегну неповређени. Након тога су почели да врше оружане нападе на полицију.
Дана 5. марта 1998. Доње Преказ су напале југословенске полицијске снаге. Адем и Хамез са око 58 чланова породице убијени су након одбијања Адема и његове браће да се предају. Једина преживела у нападу била је Хамезова тада 11-годишња ћерка, Бесарта.
Године 2010. председник Републике Косово Јакуп Краснићи постхумно га је одликовао херојем Републике Косово.